# Мединський Володимир Ростиславович
Володимир Ростиславович Меди́нський (рос. Владимир Ростиславович Мединский; нар. 18 липня 1970, Сміла, Черкаська область, УРСР) — російський політик українського походження, державний діяч, письменник. Помічник Президента РФ з 24 січня 2020 року.
Доктор політичних наук, доктор історичних наук, професор, ідеолог російського фашизму.
Міністр культури РФ (з 21 травня 2012 по 15 січня 2020 року). Депутат Державної думи IV і V скликань (2004—2011), член Бюро вишої ради партії «Єдина Росія» з 2017.
Знаходиться під санкціями США з 2017. Керівник російської делегації на переговорах між Україною та Росією, які велись на початку російського повномасштабного вторгнення.

## Життєпис

### Ранні роки та освіта
Володимир Мединський народився 18 липня 1970 року в Смілі Черкаської області Української РСР в сім'ї військового Ростислава Гнатовича Мединського й лікаря-терапевта Алли Вікторівни. Із сім'єю він часто переїжджав з гарнізону в гарнізон, допоки на початку 1980-х років Мединські не осіли в Москві. Там він закінчив школу. Захоплений військовою історією після прочитаної в дитинстві «Книги майбутніх командирів» Анатолія Мітяєва, він подавав документи до Московського вищого військового командного училища, але не пройшов медичну комісію по зору. Після цього в 1987 році Мединський вступив на факультет міжнародної журналістики Московського державного інституту міжнародних відносин.
Вступивши до МДІМВу, Мединський не втратив інтересу до військової історії. За спогадами Сергія Михайлова, однокурсника Мединського, той постійно відвідував відкриті лекції історичного факультету Московського державного університету й відрізнявся феноменальною пам'яттю на історичні події, життєпис російських правителів. В інституті Мединський був відмінником й одержував Ленінську стипендію, складався в комсомольській організації і три літніх періоди пропрацював вожатим у піонерському таборі. Вступив у Комуністичну партію (КПРС). Мединський входив до Вченої ради МДІМО, займав пост віцепрезидента Асоціації журналістів МДІМО і разом з однокурсниками — Михайловим, Андрієм Сафроновим, Дмитром Сокуром, Кирилом Долматовим та Ринатом Досмухаметовим — заснував студентську асоціацію молодих журналістів «ОКО».
На початку 1990-х років на старших курсах Мединський проходив практику кореспондентом ряду видань — від районної газети «Забайкалець» в Читинської області до агентства друку «Новини» і міжнародної редакції ТАРС. Під час подій серпня 1991 року працював кореспондентом газети «Росія» Мединський був серед захисників Білого Дому, роздавав листівки й проводив агітацію. У 1991 і 1992 роках Мединський проходив практику в посольстві СРСР, а потім Росії у Вашингтоні на посаді помічника прессекретаря. У 1992 році закінчив МДІМВ з відзнакою.
У 1993—1997 роках Мединський навчався в аспірантурі МДІМВ за фахом «Політологія». У 1997 році захистив кандидатську дисертацію за темою «Сучасний етап світового розвитку і проблеми формування зовнішньої політики Росії». У 1999 році — дисертацію на здобуття наукового ступеня доктора політичних наук на тему «Теоретико-методологічні проблеми формування стратегії зовнішньополітичної діяльності Росії в умовах становлення глобального інформаційного простору». Обидва захисти приймала спеціалізована вчена рада Російської академії державної служби. У 1998 році Мединський став професором кафедри міжнародної інформації та журналістики МДІМВ.

### Бізнес та державна служба
У 1992 році Мединський, Михайлов, Сокур, Болматов та їх однокурсник Єгор Москвін відкрили власну рекламну агенцію «Корпорація „Я“». Частки Мединського й Михайлова склали по 30 %, Сокур, Болматов і Москвін розділили 40 %. «Корпорація» стала одним з найбільших гравців на ринку, обслуговувала Автобанк, ТверУніверсалБанку, великі тютюнові компанії та фінансові піраміди.
Влітку 1996 року в ТверУніверсалБанку було введено зовнішнє управління. Грошові кошти, призначені для оплати ЗМІ й іншим розповсюджувачам реклами, і завислі на рахунках «Корпорації „Я“», були настільки великі, що рекламне агентство виявилося одним з найбільших кредиторів банку. Коли багато видань відмовилися розміщувати рекламу до погашення заборгованості, що виникла, «Корпорацію» стали залишати клієнти, а сама компанія змушена була почати скорочення заробітної плати та штату. Сергій Михайлов обміняв свою частку в «Корпорації „Я“» на контрольний пакет «Михайлов і партнери» і покинув компанію. З кредиторами «Корпорація» розрахувалася завдяки стратегічному інвесторові, угода з яким була підписана восени 1996 року. Компанія змінила назву на «Об'єднане корпоративне агентство» (United corporative agency, UCA), а засновники, які на той час залищилися в компанії, — Мединський і Москвін — увійшли до ради директорів. Мединський керував UCA до 1998 року, й залишався акціонером до 2003 року. Ставши депутатом Державної Думи, Мединський переписав акції на батька.
Влітку 1998 року Мединський став віце-президентом Російської асоціації зі зв'язків з громадськістю (РАСО) по взаємодії з регіонами і розширенню регіональної мережі. У жовтні того ж року перейшов на державну службу, ставши радником по іміджу директора Федеральної служби податкової поліції Росії Сергія Алмазова. У травні 1999 року на запрошення глави Міністерства з податків і зборів Російської Федерації Георгія Боос Мединський змінив свого однокурсника Ріната Досмухаметова на посаді керівника міністерського управління з інформаційної політики. Після відставки Боос очолював управління при Олександрі Починку. У листопаді 1999 року Мединському було присвоєно класний чин державного радника податкової служби II рангу.

### Партійна та політична діяльність
У 1999 році Мединський покинув державну службу і очолив роботу з регіональними ЗМІ у виборчому штабі блоку «Вітчизна — Вся Росія» на виборах в Державну думу III скликання під керівництвом Бооса. Входив до центрального рада загальноросійської громадської політичної організації «Вітчизна». Після призначення Бооса заступником голови Державної думи був його радником до 2002 року. У грудні 2001 року Мединський вступив у партію «Єдність і Вітчизна — Єдина Росія», утворену союзом «Батьківщини», руху «Вся Росія» і фракції «Єдність». Мединський увійшов у центральна рада партії, керував столичним виконавчим комітетом з 2002 по 2004 рік, очолював виборчий штаб по Москві в 2003 році. У 2004—2005 роках був заступником керівника ЦВК «Єдиної Росії». У грудні був обраний до Державної думи за загальнофедеральним списком партії і зареєструвався у фракції «Єдина Росія». Президента Путіна в 2015 році Мединський назвав «абсолютним генієм сучасної реальної політики».

#### Державна дума IV скликання
У Державній думі IV скликання Мединський обіймав посади заступника голови Комітету з інформаційної політики, заступника голови Комітету з питань економічної політики, заступника голови Комісії з технічного регулювання. З 2004 року він перебував у президії генеральної ради «Єдиної Росії», в 2004—2005 роках був заступником керівника Центрального виконкому з інформаційно-аналітичної роботи.
У 2004 році разом з Боосом і депутатами від «Єдиної Росії» Валерієм Драгановим, Анбяром Кармеєвим, Валерієм Коміссаровим і Юрієм Медведєвим виступив співавтором проєкту нового Федерального закону «Про рекламу». Законопроєкт, покликаний був замінити застарілий на той час Федеральний закон № 108-ФЗ «Про рекламу» від 1995 року, вносив ряд обмежень і заборон на рекламу алкогольних напоїв, тютюнових виробів, біологічно активних добавок, медичних товарів та послуг; додавав поняття соціальної та спонсорської реклами. Закон був прийнятий і набув чинності 1 липня 2006 року як Федеральний закон № 38-ФЗ.
Законопроєкт містив ряд послаблень (зокрема, допускав рекламу тютюну в метрополітені й зрівнював вимоги до реклами пива й міцного алкоголю), за що піддався критиці з боку правового управління Державної думи, деяких парламентарів і суспільно-політичних ЗМІ. Одночасно з тим Мединський та інші депутати — співголова фракції «Родіна» Дмитро Рогозін, Сергій Попов і Володимир Рижков — пояснювали це діяльністю лобістів і парламентарів-бізнесменів задля затримки в обговоренні закону.
З поправками, які регламентують рекламу гральних закладів (внесені на обговорення у 2004 році, прийняті 2005 року) пов'язаний конфлікт між Мединський і депутатом Олександром Лебедєвим. Лебедєв, пов'язаний за даними «Коммерсанта» з компанією «Невські лотереї», в записах в блозі в «Живому журналі» і коментарі до матеріалу газети назвав Мединського лобістом грального бізнесу — той відповів позовом про захист честі й гідності. Басманний суд Москви виніс рішення на користь Мединського, зобов'язав Лебедєва опублікувати спростування й призначив компенсацію в розмірі 30 тисяч рублів. Згодом у колонці в російському Forbes журналіст Борис Грозовський стверджував, що прийняті поправки були вигідні великим операторам ринку.

#### Державна дума V скликання

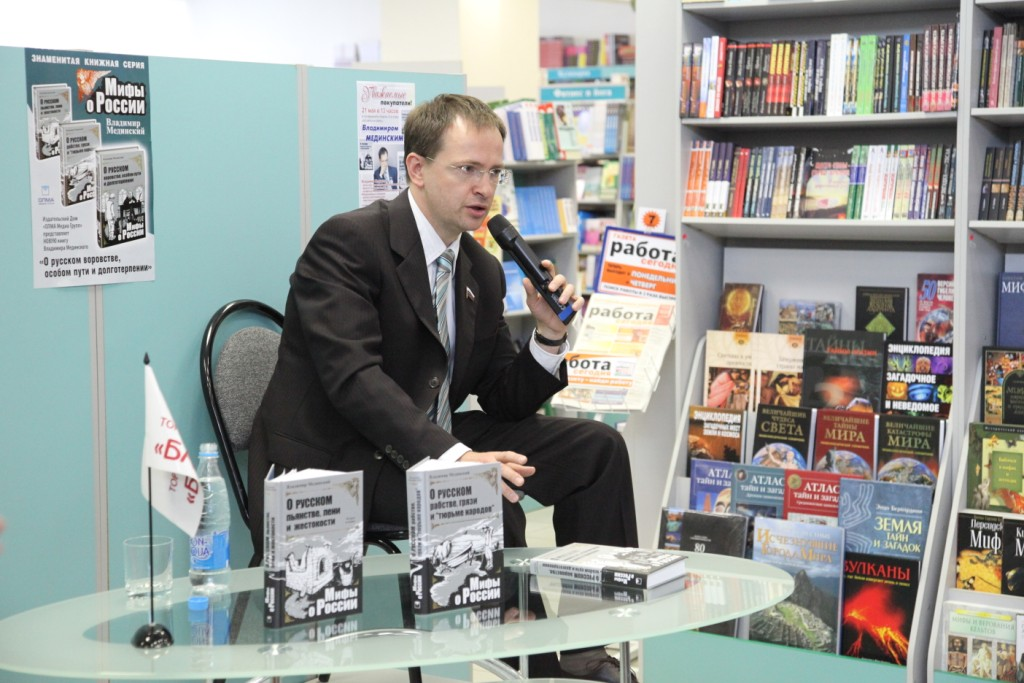
Володимир Мединський на презентації своїх книг в Рязані (2009)

У Державну думу V скликання Мединський пройшов за списком «Єдиної Росії» від Липецької області. Його помітними ініціативами в новому складі Думи стали поправки до законів «Про рекламу» та «Про обмеження споживання тютюну», запропоновані в 2008 і 2009 роках. У квітні 2008 року спільно з Ольгою Борзовою та Миколою Герасименком він запропонував обмежити рекламу тютюнових виробів точками продажу. У лютому 2009 року Мединський і Герасименко внесли на обговорення заборону продажу сигарет в кіосках, у грудні набув чинності розроблений ними технічний регламент, який регулює розміщення на пачках попередження про шкоду паління.
З критикою цих заходів виступила «Новая газета», яка побачила у поправках інтереси торгових мереж і тютюнових компаній, розбіжності з вимогами ратифікованої Росією у 2008 році рамкової конвенції ВООЗ проти тютюну: в роботі над антитютюновими проєктами брала участь експертна рада з представників тютюнової галузі. У статті було відзначено співпрацю Герасименко з громадською організацією «Твій вибір» і «Громадською радою по боротьбі з підлітковим палінням», які отримували фінансування від «British American Tobacco», «Філіп Моріс» і «ДжіТіАй» — і зв'язок афільованих з Мединським компаній з тютюновим бізнесом. Зокрема, «Корпорація „Я“» займалася PR-супроводом британської автоперегонної команди West McLaren Mercedes (титульним спонсором якої в 1997—2005 роках був тютюновий бренд West) і виставки «ТабакЕкспо-2001»; «Бритіш Американ Тобакко», «Філіп Моріс» і «Донской табак» перебували в РАСО, президентом якої на громадських засадах Мединський був з 2006 по 2008 рік; а в річному звіті «Філіп Моріс» за 2006 рік знайшовся благодійний внесок в касу РАСО на суму 22,5 тисячі доларів.
Під час фінансово-економічної кризи Мединський виступав з ініціативами на підтримку співробітників і керівників російських компаній. Він займався роботою партії з «білими комірцями» — офісними працівниками, звільненими та тими, хто знаходився під загрозою звільнення, а в грудні 2008 року разом з однопартійцями Михайлом Гришанковим і Володимиром Груздєвим представляв у Думі поправки до Кримінального кодексу, який пом'якшував запобіжні заходи для директорів і головних бухгалтерів.
За час другого парламентського терміну Мединський був координатором депутатської групи зі зв'язків з Парламентом Республіки Корея, членом постійної делегації Федеральних зборів у комітеті парламентської співпраці «Росія — Європейський союз», головою підкомітету з екології Комітету з природних ресурсів, природокористування та екології; членом комісії щодо законодавчого забезпечення діяльності суб'єктів природних монополій, державних корпорацій і комерційних організацій з державною участю. У 2010 році указом Дмитра Медведєва був включений до складу президентської Комісії з протидії спробам фальсифікації історії на шкоду інтересам Росії і залишався її членом до розпуску комісії в 2012 році. У липні 2011 року президентським указом був введений до складу правління фонду «Русский мир», зайнятого популяризацією російської мови і культури і підтримкою програм вивчення російської мови в інших країнах. У листопаді, за місяць до закінчення депутатських повноважень, Мединський очолив думський Комітет з культури.
На попередніх виборах до Державної думи VI скликання праймеріз у Липецькій області Мединський посів шосте місце, після чого увійшов до першої трійки реваншистів регіонального списку «Єдиної Росії» в Курганській області. Партія виграла в області з 44,41 % голосів, але цих відсотків для проходження Мединського виявилося недостатньо. У лютому 2012 року Мединський був зареєстрований як довірена особа чинного Голови Уряду й кандидата в Президенти Російської Федерації Володимира Путіна.

### Міністр культури РФ

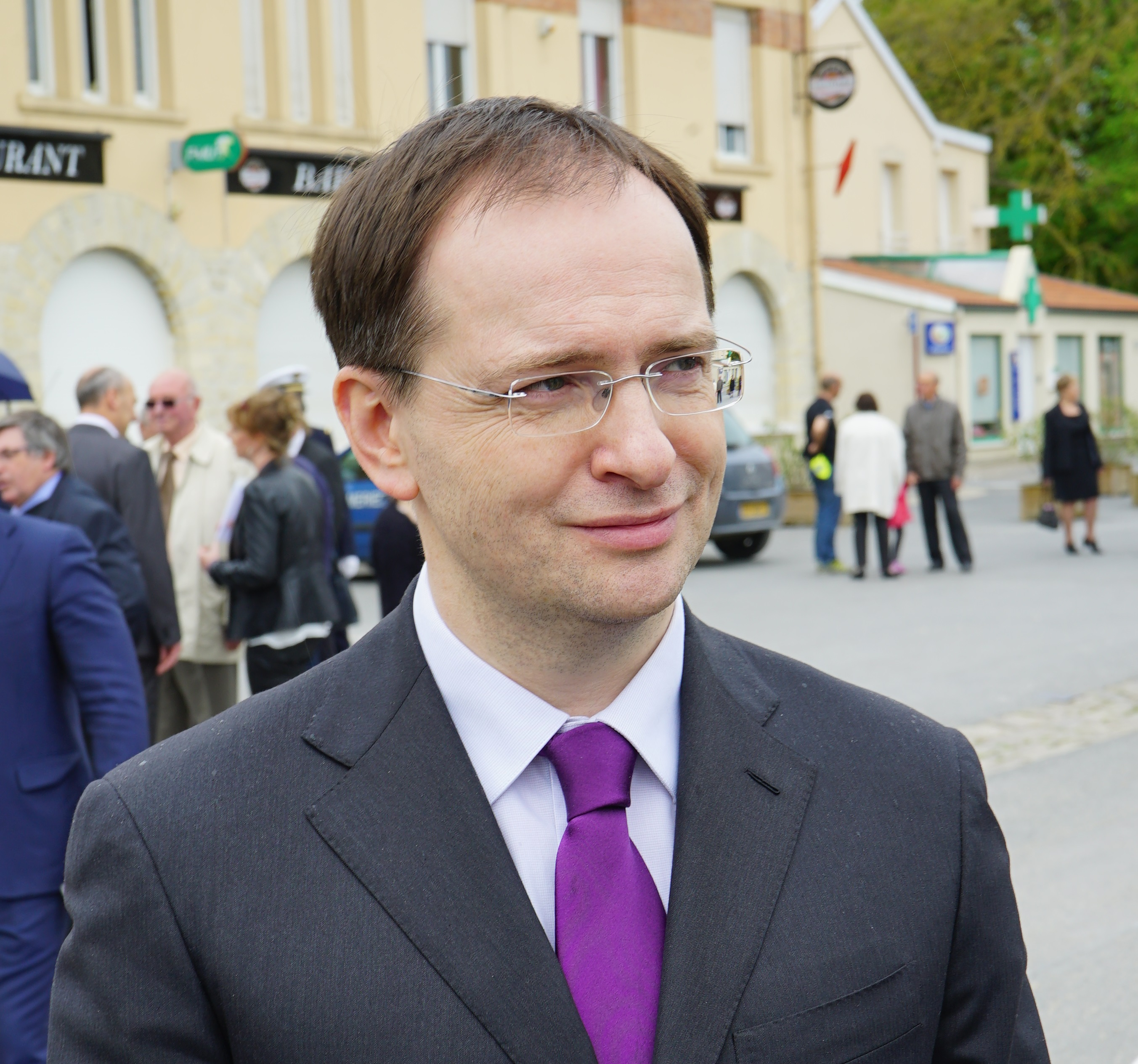
Візит до Франції, 26 квітня 2015

З ініціативи прем'єр-міністра Медведєва, підтриманої президентом Путіним, Мединського призначили міністром. Склад кабінету був опублікований 21 травня 2012 року. Призначення Мединського стало несподіванкою і викликало полярні оцінки. Рішення схвалили глава ЛДПР Володимир Жириновський, заступник секретаря генради «Єдиної Росії» Андрій Ісаєв, перший заступник голови думського Комітету з культури Олена Драпеко, депутат від «Справедливої Росії» Ілля Пономарьов, голова Ради Федерації Валентина Матвієнко, голова Департаменту культури Москви Сергій Капков. Позитивно до призначення поставилися письменник Віктор Єрофєєв, директор «Мосфільму» Карен Шахназаров, театральний режисер Роман Віктюк, художній керівник МХТ Олег Табаков.
У журналістському розслідуванні, опублікованому РБК у липні 2015 року, Світлана Рейтер і Іван Голунов назвали ряд помітних ініціатив Мединського на міністерському посту. Серед них виділяються пропозиція про перейменування московських вулиць, які носять імена терористів-революціонерів — Степана Халтуріна, Андрія Желябова і Петра Войкова — і станції метро «Войковська» (Мединський запропонував дати вулицям імена жертв терористів, в тому числі великого князя Сергія Олександровича та його дружини Єлизавети Федорівни). Коментуючи указ президента про створення єдиної концепції навчання історії Росії, Мединський запропонував обмежити навчальну програму 2000 роком, виключивши з неї президентські терміни Путіна й Медведєва (що дозволило б зняти питання про включення в підручники суперечливих фігур сучасної вітчизняної історії та подвійних тлумачень). Мединський також виступав на підтримку протекціоністських заходів у кіноіндустрії: обмеження ротації фільмів у період шкільних канікул та квотування прокату іноземних кінострічок для підтримки російських кінокомпаній.
Під керівництвом Мединського міністерство оприлюднило нові правила субсидіювання кінофільмів, в яких у грудні 2012 року окремим рядком були відзначені стрічки «соціально значущої тематики» — присвячені історичним темам, сучасним історіям успіху, правопорядку, розвитку науки, сім'ї та золотого віку російської літератури. Окрім цього, в січні 2013 року міністерство з ініціативи Микити Михалкова та за участю ВДІКу, СПбГІКіТ, Російського інституту культурології, Російського інституту історії мистецтв, Держфільмфонда і Союзу кінематографістів підготувало і оприлюднило список 100 радянських фільмів, рекомендованих до перегляду в рамках шкільної навчальної програми. У 2015 році міністерство виступило ініціатором адаптації кінотеатрів Росії до потреб осіб з обмеженнями зору і слуху із застосуванням тифлокомментарів і сурдосубтитрів.
У 2012—2013 роках Міністерство культури запропонувало розробити поправки до Податкового кодексу, які знижували б податкове навантаження на заклади культури й мистецтва. Відповідно до поправок, прийнятих у липні 2013 року, з 1 жовтня того ж року набрали сили пільги з податку на додану вартість, а з 1 січня 2014 року — преференції з податку на прибуток для бюджетних установ.
Генпрокуратура РФ неодноразово оголошувала Мединському підозри в зв'язку з виявленням різних порушень в Мінкульті РФ. У 2013 році підозру Мединському було оголошено в зв'язку з недоодержаними доходами в бюджет: в ході прокурорської перевірки встановлено, що Мінкульт не приймав заходи щодо захисту інтересів держави в галузі кінематографії. У травні 2016 року прокурорами виявлені серйозні порушення, які полягають в тому, що Мінкульт «створює умови для незаконного вивезення культурних цінностей за кордон, закриваючи очі на зловживання з боку експертів, які занижують в сотні разів вартість творів мистецтва», наслідком чого є недоотримання державою податків з їх продажів. У вересні 2016 року чергове подання Мединському Генпрокуратура внесла за те, що Мінкульт за шість років не встановив порядок ввезення в Росію культурних цінностей для особистого користування через білорусько-російську і казахстансько-російський кордони, що призвело до необґрунтованого стягнення грошей з громадян за експертизу ввезених цінностей.

#### Розкрадання в Міністерстві культури РФ
15 березня 2016 року стало відомо, що ФСБ порушила кримінальну справу проти керівників Міністерства культури РФ. Вони, як і ряд підприємців-підрядників, підозрюються в розкраданні державних коштів, спрямованих на проведення реставраційних робіт на об'єктах федерального культурної спадщини в Ізборській фортеці, Державному Ермітажі, Новодівичому й Іоанно-Предтеченської жіночих монастирях в Москві та інших пам'ятках, які реконструювалися. Історичний вигляд пам'ятників при реставрації був зіпсований. У справі судом проведені арешти, включаючи заступника Мединського — статс-секретаря відомства Г. Пірумова й начальника інвестиційного департаменту Б. Мазо. Обшуки та виїмки документації відбулися в усіх департаментах Мінкульту. За даними слідства, діяльність організованої злочинної групи, очолюваної заступником Мединського Пірумовим, полягала в «підписанні держконтрактів з недостовірною та завищеною вартістю послуг на виконання реставраційних робіт, а сума розкрадання склала не менше 50 млн рублів». Заступнику міністра пред'явлено звинувачення в організації особливо великого шахрайства групою осіб. Сам Мединський ні про що подібне не відав і не здогадувався, був шокований арештом свого безпосереднього підлеглого, дав Пірумову позитивну характеристику в суд і висловив бажання допомагати розслідуванню. За твердженням правозахисника та ексдепутата Псковського законодавчих зборів Лева Шлосберга, відповідальність за ситуацію несе й сам Мединський, оскільки він допустив укладання угод при «непрозорих контрактах і держзакупівлі». Радник президента РФ з культури Володимир Толстой в зв'язку з корупційним скандалом зауважив, що на місці Мединського подав би у відставку. Розслідування про розкрадання і відмивання бюджетних коштів в Мінкульті отримало в пресі іменування «справи культурної пральні». У жовтні 2017 року вина всіх обвинувачених була доведена й судом винесений обвинувальний вирок. Після скандалу Мединський зробив суворішим розподіл бюджетних коштів всередині Мінкультури РФ.

## Голова Російського військово-історичного товариства
Володимир Мединський очолює Російське військово-історичне товариство з моменту його заснування 14 березня 2013 року. Товариство було створене відповідно до указу президента Російської Федерації № 1710 від 29 грудня 2012 року. Діяльність РВІО фінансується федеральним бюджетом по лінії Міністерства культури і приватними меценатами.
Мединський особисто курує всі напрямки роботи РВІО і проводить в офісі Товариства один робочий день на тиждень. Серед постійних програм РВІО установка пам'ятників історичним діячам і героям війни, організація історичних реконструкцій і підтримка історичних фестивалів. Помітними ініціативами РВІТа стали безкоштовні автобусні екскурсії по місцях бойової слави для школярів «Дороги Перемоги»; пристосована до святкування 70-річчя Перемоги у т. зв. Великій Вітчизняній війні, а також встановлення меморіальних дощок на будинках шкіл, де навчалися Герої Радянського Союзу й організація в 2014 і 2015 роках військово-історичних таборів «Я — громадянин і захисник великої країни».
Дев'ять таборів 2014 року прийняли по 150—200 осіб, у восьми змінах у 2015 році взяло участь по 100—130 підлітків. В організації таборів взяли участь ветерани спецзагонів і офіцери повітряно-десантних військ, а в програму увійшли полегшений «курс молодого бійця», вивчення військової історії й військових традицій. Всі ці заходи проходили на території окупованого росіянами Криму.
Завдяки Мединському РВІТ отримало в 2014 році 285 млн рублів з федерального бюджету, а у 2015 році — 325 млн рублів. Приватні пожертвування суспільству становлять ще 100—150 млн рублів на рік.

## Позиції зі суспільно-політичних питань

### Поховання Володимира Леніна
Мединський виступав за поховання тіла Володимира Леніна під час другого думського терміну і на посаді міністра культури. Він висловлював сумніви у відповідності знаходження непохованого тіла на Красній площі нормам моралі, порушував питання про його збереження, і відзначав, що витрати на утримання та обслуговування Мавзолею лежать на державному бюджеті. У 2012 році Мединський запропонував провести урочисте поховання Леніна з належними державному діячеві почестями, а також відкрити історичний музей в Мавзолеї Леніна.
Управління справами Президента Російської Федерації відкинуло ідею поховання Леніна, партія «Єдина Росія» назвала пропозицію Мединського «приватною ініціативою», лідер російських комуністів Геннадій Зюганов назвав пропозицію провокацією, Gazeta.ru розцінила його як «вихід за межі власної компетенції».

### Заміна столичних топонімів

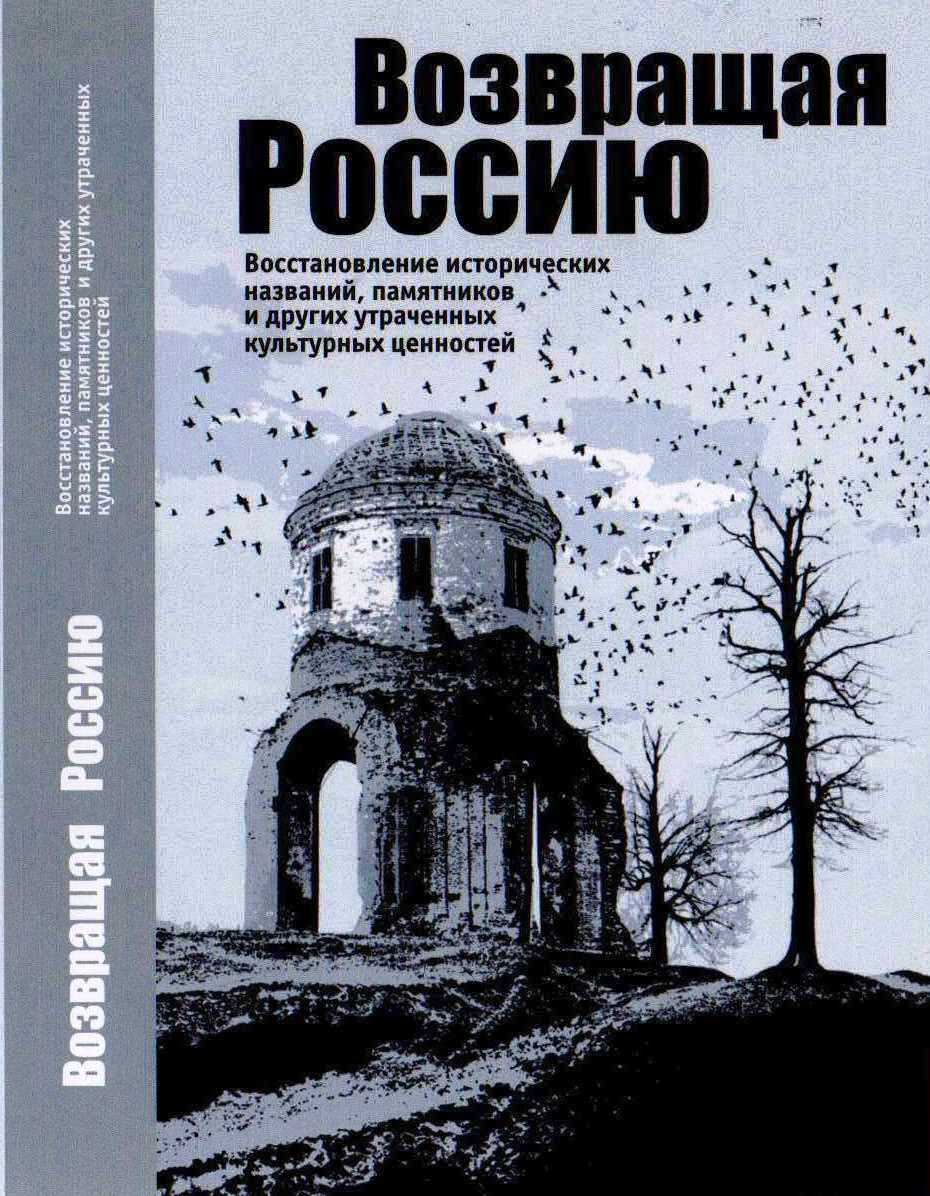
Обкладинка збірки «Возвращая Россию» (2013)

З часу роботи в Державній думі Мединський виступає за виключення з географії столиці імен Петра Войкова та інших російських терористів-революціонерів. У 2010 році Мединський ініціював звернення Комітету з питань культури до мера Москви Сергія Собяніна й голови Московської міської думи Володимиру Платонову з пропозицією перейменувати Войковский район, станцію метро «Войківська», вулицю Войкова, 1-й, 2-й, 3-й, 4 й і 5-й Войківські проїзди. Мединський повторно озвучив цю ідею після вступу на міністерську посаду, окремо наголосивши на важливості освіти москвичів на предмет історії людей, чиї імена носять міські вулиці. Нові топоніми він запропонував присвятити жертвам терористів — великому князю Сергію Олександровичу та його дружині Єлизаветі Федорівні.
У 2013 році Фонд підтримки історичних традицій «Повернення» опублікував статтю Мединського як передмову до книги «Повертаючи Росію», присвяченій відновленню історичних назв, пам'ятників та інших втрачених культурних цінностей. У публікації Мединський сформулював історичні, культурологічні, моральні й правові основи для виключення імен «терористів і організаторів комуністичного терору» з назв міст і вулиць.

### Державна підтримка культури
У червні 2015 року, через пів року після підписання Володимиром Путіним указу «Про затвердження Основ державної культурної політики», газета «Известия» опублікувала колонку Мединського, під назвою «Хто не годує свою культуру, буде годувати чужу армію». Відштовхуючись від закріпленої в «Основах» ролі культурної політики як невіддільної частини стратегії національної безпеки, міністр сформулював свої погляди на взаємні зобов'язання держави, суспільства та діячів культури. У статті він відзначив, що держава зобов'язана не тільки субсидіювати культуру, а й стежити за вмістом створених при його підтримці творів. Не маючи права обмежувати новаторське мистецтво й творчі експерименти, воно повинно системно заохочувати тільки проєкти, які відображають цінності консервативної більшості населення. Мединський вказав на негативні ефекти політичної цензури і зазначив, що роль чиновницького апарату зводиться до забезпечення фінансових, адміністративних і ціннісних правил: держава не обмежує художника в творчих методах, але виконує функції контролю, якщо твір виявляється образливим для громадян (як приклад він навів звільнення директора Новосибірського державного академічного театру опери та балету Бориса Мездрича після скандалу c оперою Ріхарда Вагнера «Тангейзер» у постановці Тимофія Кулябіна).

### Встановлення пам'ятної дошки Маннергейму
16 червня 2016 року у приміщенні Військового інженерно-технічного університету в Санкт-Петербурзі за участю Мединського була відкрита меморіальна дошка генерал-лейтенанту російської армії, а потім союзнику гітлерівської Німеччини, фінському воєначальнику Карлу Маннергейму. Виступаючи на церемонії відкриття дошки, Мединський заявив, що «зведення пам'ятників героям Першої світової війни — це спроба впоратися з трагічним розколом у суспільстві». Дана акція викликала критичну реакцію в суспільстві, дошку неодноразово облили червоною фарбою, був поданий судовий позов про демонтаж. Депутатами Держдуми РФ направлені запити до Слідчого комітету і Генпрокуратури РФ з метою перевірки діяльності Мединського на предмет порушення його діями федерального законодавства в частині заборони на реабілітацію нацизму. У серпні 2016 року з'ясувалося, що дошка була встановлена незаконно, і владою Санкт-Петербурга її вирішено демонтувати, що й було зроблено 13 жовтня 2016 року.

## Письменницька діяльність
Мединський відомий як письменник і публіцист, автор науково-популярних книг по рекламній діяльності, зв'язків з громадськістю та історії. Перша книга — написана в співавторстві з фахівцем з цивільного права Кирилом Всеволожським посібник «Правові основи комерційної реклами» — була опублікована в 1998 році. Мединський співпрацює з видавництвом «Олма медіагруп»: тут були віддруковані серія «Міфи про Росію», книги «Війна. Міфи СРСР. 1939—1945» та «Особливості національного піару. PRавдива історія Русі від Рюрика до Петра», спільна з журналістом і колегою по Державній думі Олександр Хінштейн робота «Криза». За відомостями видавництва до 2015 року загальний тираж історичних книг Мединського перевищив мільйон примірників, книги пройшли 110 перевидань і додаткових тиражів. Член Спілки письменників Росії. У 2012 році вийшов перший художній твір Мединського — пригодницький роман «Стіна», присвячений подіям Смутного часу.

### Серія «Міфи про Росію»
«Міфи про Росію» становлять собою невелику серію низькобюджетних книг у жанрі документальної прози, написані Володимиром Мединським за мотивами власних сценаріїв до однойменної телепередачі, яка транслювалася на каналі «ТВ Центр». У трьох книгах «Про російське пияцтво, лінь і жорстокість», «Про російську демократію, бруд і „тюрму народів“», «Про російську крадіжку, особливий шлях і довготерпіння» відображені його власні версії й тлумачення російської історії.
Книги серії «Міфи про Росію» неодноразово критикувалися за ненауковий характер, помилки й протиріччя. Опоненти звинувачували Мединського у свідомому перекручуванні історичних відомостей, заміну негативних стереотипів про Росію «рожевими» міфами. Критиці піддавалися й погляди Мединського — переконання в необхідності позитивного трактування російської історії та готовність інтерпретувати різночитання в джерелах на користь власних поглядів й переконань.

### Інша документальна проза
Книги Мединського в жанрі нон-фікшн не обмежуються «Міфами про Росію». У 2008 році у видавництві «Питер» вийшла книга «Негідники і генії PR. Від Рюрика до Івана III Грозного» — дослідження поглядів і вчинків російських історичних діячів з позицій сучасних практик зі сфери зв'язків з громадськістю. Восени вона була представлена на міжнародній конференції The Baltic PR Weekend і пізніше увійшла в шорт-лист професійних премій «Срібний Лучник» і PROBA-IPRA в категорії найкращих робіт з теорії PR.
Наприкінці 2009 року лекції Мединського для студентів МДІМВ були опубліковані в збірнику «Особливості національного піару. PRавдива історія Русі від Рюрика до Петра». Чверть гонорару за перший тираж Мединський передав до Фонду розвитку МДІМВ.
Як історик Мединський виступив у дуеті з депутатом Державної думи V скликання Олександром Хінштейном в роботі над книгою «Криза», що побачила світ влітку 2009 року. У спільній праці з Хінштейном розглянув передумови фінансово-економічної кризи, яка розпочалася в 2008 році, а Мединський досліджував історію світових економічних потрясінь.
У 2011 році Мединський знову звернувся до теми історичних міфів, сфокусувавшись на подіях т. зв. «Великої Вітчизняної війни» в книзі «Війна. Міфи СРСР. 1939—1945». За підсумками року видання стало лідером продажів в жанрі нон-фікшн, а до 70-ї річниці Перемоги «Перший канал» випустив багатосерійний документальний фільм «Війна та міфи», заснований на главах книги міністра.

### Роман «Стіна» й фільм за його мотивами
Володимиром Мединський в 2012 році був написаний художній роман під назвою «Стіна», який розповідає про часи Смути. У 2016 році цей роман був екранізований й показаний на телеканалі «Росія-1».

### Нагороди та чин
- Державний радник податкової служби II рангу (25 листопада 1999)[124]
- Подяка Президента Російської Федерації (18 січня 2010 року)[125]

## Мединський та Україна
Читання творів Мединського спонукає припустити його негативне ставлення до ідеї української державності. Наприклад, у «Міфах про Росію» Мединський пише: «после великого переселения Руси на Северо-Восток в 11-12 веках вместе с русской культурой, русским языком, сказками, песнями, столицей, правящей династией из Малой Руси ушло многое. Русский язык превратился там в „мову“, а народные сказки стали повествовать не о подвигах Ильи Муромца и не о стольном Киев-граде, а о ксендзах и хитрих крестьянах (типично польские сказки)» — по суті, підтримуючи тезу М. П. Погодіна про «переселення Київської Русі на північ» — на теперішній час визнану як помилкову більшістю істориків, у тому числі російських.
Присутнє повторення антиукраїнських штампів («Богдан Хмельницкий — не русский? Вот бы он саблей рубанул за такое предположение!»)
Митрополіт Черкаський і Каневський Софроній: «Я хотів би поглядіти в очі міністра культури Росії із Сміли. Яка в нього культура? Чи знає він історію, чи знає він про страждання українців?». У своїй відповіді митрополиту, опублікованій в газеті «Известия», Мединський назвав митрополита «забавною людиною», «манкуртом» та «інтелектуальним збоченцем», висунувши йому зустрічні звинувачення у тому, що він позбавляє «визначний народ визначного минулого», пропонуючи «натомість визначних Батьків та Матерів сурогатні підробки».

## Критика

### Плагіат: «докторська дисертація»
27 червня 2011 оформив дисертацію на здобуття наукового ступеня доктора історичних наук за темою «Проблеми об'єктивності у висвітленні російської історії другої половини XV—XVII ст.»,. Після чого був звинувачений фахівцями в явному плагіаті, зокрема редакцією журналу «Актуальна історія» (головний редактор — к.і.н. А. Ю. Байков)..

### Ненауковість «досліджень» Мединського
Мединський оформив свою докторську дисертацію у відомій «кузні» фальшивих дисертацій — Російському державному соціальному університеті (Колишня московська Вища партійна школа ЦК КПРС). Після розкриття афери з поставленою на потік продукцією фальшивих дисертацій, університет було наказом Міністерства освіти РФ у 2014 закрито, а його ректор Лідія Федякіна (як теж оформила на себе липову докторську дисертацію) звільнена з посади.
У зв'язку зі звинуваченнями Мединського в ЗМІ в ненауковості його «дисертації», у вересні-жовтні 2016 дисертаційна рада іншого російського вишу — Уральського Держуніверситету (УрДУ) — була змушена перевірити його дисертацію на предмет науковості й відповідності до умов ВАК.
Мединський відмовився з'явитися на засідання комісії УрДУ, мотивуючи це тим, що він, по-перше, писав свій твір не для одержання наукового ступеня. А по-друге, написаний ним текст є по суті витягом з його ж книги «Міфи про Росію» і має на меті популяризацію історії, тобто є не науковим, а науково-популярним. Відомий дослідник феноменів культури та ментальності путінізму, журналіст Ігор Яковенко, вважає, що дисертація Мединського не належить навіть до науково-популярної літератури, а є скоріш жанром «фолк-гісторі». Така ж сама, як «Нова хронологія» Фоменка-Носовського або «Степна тюркська цивілізація як основа європейської» Мурада Агджі

### Критика художніх творів
Тези та головні ідеї Мединського: Росія завжди і в усьому була попереду Європи, що на Русі не було пияцтва, мракобісся і рабства, а наука і демократія, навпаки, завжди були.
Критики відмічають, що книги Мединського належать до жанру фолк-хісторі, тобто знаходяться за межами історичної науки. Серію «Війна. Міфи СРСР 1939-45 років» відомий російський історик Олексій Ісаєв назвав «агітацією і пропагандою».
Низка видань дає вкрай неулесливу характеристику російському міністру культури, іменуючи його «маловідомим графоманом-автором низькосортних пропагандистських книжок, після приходу до керівництва мінкультом РФ», що став «скандально відомим за межами РФ своїми демонстративним мракобіссям, безкультур'ям», великодержавним міфотворцем.
В Україні Мединського звинувачують в перекручуванні історичних фактів та українофобії.
Його вислови також колекціонуються, як свого часу висловлювання Януковича, а їх автор став героєм чисельних анекдотів широкого російськомовного та мережного загалу[джерело?].
Мединський, згідно з російськими джерелами, заробив на своїй книжковій продукції не один мільйон рублів. За його власним визнанням, тільки в 2010 році він отримав 2 млн руб. гонорарів.

### Відомі висловлювання
- Під час виходу до преси на відкритті фестивалю «Заповідник» (Dovlatovfest) у Пскові, присвяченого відомому радянському письменнику XX століття Сергію Довлатову (вересень 2015):     "    Довлатов — видатне літературне явище другої половини XIX століття.[141]    "
- В грудні 2014 мимоволі став широко відомим поза межами РФ висловом, який швидко став популярним мемом:     «    Рашка — говняшка»[142]    "
- 27 березня 2014 у відповідь на звернення митрополіту Черкаського і Каневського Софронія до земляків-черкасців на держслужбі Росії (в тому числі до В.Матвієнко і В.Мединського) не зраджувати власну Батьківщину:|  | Софронії — інтелектуальні збоченці, що позбавляють великий народ великого минулого — минулого Перемог і звершень — і пропонують йому натомість його великих Батьків і Матерів сурогатну дрібноту. Націю титанів - засновників і творців Великої тисячолітньої Русі - українцям пропонують замінити на історичну дрібноту, політичних карликів і просто всіляку лісову мразь. |

- Про кровожерливу Європу:|  | Вся кров російської історії за віка - це день-два роботи одного інквізиційного трибуналу. Місяць життя Єлизавети Великої. І не вам нас вчити, панове! |

### Цікаві факти
- В інтерв'ю російськомовній емігрантській газеті «Русская Жизнь»[ru] (Сан-Франциско, США) у жовтні 2012:|  | Я вважаю, що після всіх катастроф, які обрушилися на Росію в двадцятому столітті, починаючи з першої світової і закінчуючи перебудовою, той факт, що Росія ще збереглася і розвивається, говорить, що у нашого народу є одна зайва хромосома |Ця фігура мовлення одразу ж стала предметом глузування: відомо, що наявність зайвої хромосоми (трисомія по 21-й хромосомі) є причиною «синдрому Дауна»[147]

## Санкції
14 жовтня 2022 року Володимир Мединський доданий до санкційного списку Канади.

## Сім'я
Дружина Марина Олегівна Мединська (до шлюбу Нікітіна),
Сім'я виховує чотирьох дітей (двоє синів і дві доньки; третя дитина — син, народжений влітку 2012 року; наймолодший народився в 2017 році).
Батько Мединського — Ростислав Гнатович, полковник у відставці, учасник введення військ у Чехословаччину 1968 року, війни в Афганістані, ліквідації наслідків аварії на Чорнобильській АЕС 1986 року і Спітакського землетрусу 1988 року. Радник Російського військово-історичного товариства, що відповідає за роботу з ветеранськими організаціями.
Мати — Алла Вікторівна Мединська, лікарка-терапевтка.
Сестра — Тетяна Ростиславівна Мединська, випускниця Фінансової академії при уряді Росії, кандидатка економічних наук, підприємиця. Одружена з Зуйковим Сергієм Олександровичем.